# Oberonia leytensis
Oberonia leytensis är en orkidéart som beskrevs av Oakes Ames. Oberonia leytensis ingår i släktet Oberonia och familjen orkidéer. Inga underarter finns listade i Catalogue of Life.